# 阿克塞尔·格伦贝里
阿克塞尔·格伦贝里（瑞典語：Axel Grönberg，1918年5月9日—1988年4月23日），瑞典男子摔跤运动员。他曾代表瑞典参加1948年和1952年夏季奥林匹克运动会摔跤比赛，共获得二枚金牌。